# Campeonato da Europa de Corta-Mato de 2015
O Campeonato da Europa de Corta-Mato de 2015 foi a  22º edição da competição organizada pela Associação Europeia de Atletismo no dia 13 de dezembro de 2015. Teve como sede as cidades de Hyères e Toulon na França, sendo a primeira vez que duas cidades sediam a competição no mesmo ano. Foram disputadas 6 categorias de corrida, tendo como destaque a Grã Bretanha com 9 medalhas, sendo 3 de ouro.

## Resultados
Esses foram os resultados do campeonato. 

### Sênior masculino 10.117 m
Individual
| Posição           | Atleta            | Nacionalidade | Tempo |
| ----------------- | ----------------- | ------------- | ----- |
| Medalha de ouro   | Ali Kaya          | Turquia       | 29:20 |
| Medalha de prata  | Alemayehu Bezabeh | Espanha       | 29:31 |
| Medalha de bronze | Adel Mechaal      | Espanha       | 29:51 |
| 4                 | Ayad Lamdassem    | Espanha       | 29:57 |
| 5                 | Ilias Fifa        | Espanha       | 30:02 |
| 6                 | Florian Carvalho  | França        | 30:06 |
| 7                 | Roberto Aláiz     | Espanha       | 30:20 |
| 8                 | Yohan Durand      | França        | 30:20 |
| 9                 | Morhad Amdouni    | França        | 30:24 |
| 10                | David Nilsson     | Suécia        | 30:25 |

Equipe
| Posição           | Equipe                                                                             | Pontos |
| ----------------- | ---------------------------------------------------------------------------------- | ------ |
| Medalha de ouro   | Espanha · Bezabeh · Mechaal · Lamdassem · Fifa                                     | 14     |
| Medalha de prata  | França · Carvalho · Durand · Amdouni · Timothée Bommier                            | 35     |
| Medalha de bronze | Grã-Bretanha · Tom Lancashire · Ross Millington · Dewi Griffiths · Jonathan Taylor | 78     |

### Sênior feminino 8.087 m
Individual
| Posição           | Atleta                    | Nacionalidade | Tempo |
| ----------------- | ------------------------- | ------------- | ----- |
| Medalha de ouro   | Sifan Hassan              | Países Baixos | 25:47 |
| Medalha de prata  | Kate Avery                | Grã-Bretanha  | 25:55 |
| Medalha de bronze | Karoline Bjerkeli Grøvdal | Noruega       | 25:57 |
| 4                 | Fionnuala McCormack       | Irlanda       | 26:00 |
| 5                 | Ancuta Bobocel            | Roménia       | 26:07 |
| 6                 | Steph Twell               | Grã-Bretanha  | 26:08 |
| 7                 | Clémence Calvin           | França        | 26:17 |
| 8                 | Gemma Steel               | Grã-Bretanha  | 26:25 |
| 9                 | Maureen Koster            | Países Baixos | 26:28 |
| 10                | Johana Peiponen           | Finlândia     | 26:34 |

Equipe
| Posição           | Equipe                                                                  | Pontos |
| ----------------- | ----------------------------------------------------------------------- | ------ |
| Medalha de ouro   | Grã-Bretanha · Avery · Twell · Steel · Lauren Howarth                   | 33     |
| Medalha de prata  | França · Calvin · Christelle Daunay · Liv Westphal · Christine Bardelle | 78     |
| Medalha de bronze | Irlanda · McCormack · Lizzie Lee · Caroline Crowley · Ciara Durkan      | 83     |

### Sub-23 masculino  8.087 m
Individual
| Posição           | Atleta           | Nacionalidade | Tempo |
| ----------------- | ---------------- | ------------- | ----- |
| Medalha de ouro   | Jonathan Davies  | Grã-Bretanha  | 23:32 |
| Medalha de prata  | Carlos Mayo      | Espanha       | 23:35 |
| Medalha de bronze | Amanal Petros    | Alemanha      | 23:29 |
| 4                 | Marc Scott       | Grã-Bretanha  | 23:29 |
| 5                 | Djilali Bedrani  | França        | 23:41 |
| 6                 | Lorenzo Dini     | Itália        | 23:41 |
| 7                 | Nassim Hassaous  | Espanha       | 23:47 |
| 8                 | Napoleon Soloman | Suécia        | 23:49 |
| 9                 | Jaime Escriche   | Espanha       | 23:50 |
| 10                | Peter Glans      | Dinamarca     | 23:52 |

Equipe
| Posição           | Equipe                                                                | Pontos |
| ----------------- | --------------------------------------------------------------------- | ------ |
| Medalha de ouro   | Espanha · Mayo · Hassaous · Escriche · Houssane Benabbou              | 39     |
| Medalha de prata  | Grã-Bretanha · Davies · Scott · Richard Goodman · Henry Pearce        | 41     |
| Medalha de bronze | França · Bedrani · Alexandre Saddedine · Francois Barrer · Félix Bour | 59     |

### Sub-23 feminino 5.947 m
Individual
| Posição           | Atleta             | Nacionalidade | Tempo |
| ----------------- | ------------------ | ------------- | ----- |
| Medalha de ouro   | Louise Carton      | Bélgica       | 19:46 |
| Medalha de prata  | Jip Vastenburg     | Países Baixos | 19:46 |
| Medalha de bronze | Amela Terzić       | Sérvia        | 19:49 |
| 4                 | Laura Muir         | Grã-Bretanha  | 19:53 |
| 5                 | Viktoria Kushnir   | Bielorrússia  | 20:05 |
| 6                 | Sarah Lahti        | Suécia        | 20:06 |
| 7                 | Federica Del Buono | Itália        | 20:12 |
| 8                 | Emma Oudiou        | França        | 20:14 |
| 9                 | Molly Renfer       | Suíça         | 20:14 |
| 10                | Madeleine Murray   | Grã-Bretanha  | 20:15 |

Equipe
| Posição           | Equipe                                                | Pontos |
| ----------------- | ----------------------------------------------------- | ------ |
| Medalha de ouro   | Grã-Bretanha · Muir · M. Murray · Nesbitt · R. Murray | 41     |
| Medalha de prata  | França · Oudiou · Danois · Bouchard · Jarousseau      | 71     |
| Medalha de bronze | Itália · Del Buono · Santi · Martinetti · Bertoni     | 82     |

### Júnior masculino 5.947 m
Individual
| Posição           | Atleta                    | Nacionalidade | Tempo |
| ----------------- | ------------------------- | ------------- | ----- |
| Medalha de ouro   | Yemaneberhan Crippa       | Itália        | 17:39 |
| Medalha de prata  | Fabien Palcau             | França        | 17:45 |
| Medalha de bronze | El Madhi Lahoufi          | Espanha       | 17:46 |
| 4                 | Jimmy Gressier            | França        | 17:48 |
| 5                 | Said Ettaqy               | Itália        | 17:49 |
| 6                 | Stan Niesten              | Países Baixos | 17:51 |
| 7                 | Mohamed-Amine El Bouajaji | França        | 17:52 |
| 8                 | Dieter Kersten            | Bélgica       | 17:53 |
| 9                 | Alexander Yee             | Reino Unido   | 17:53 |
| 10                | Pietro Riva               | Itália        | 17:55 |

Equipe
| Posição           | Equipe                                                                                          | Pontos |
| ----------------- | ----------------------------------------------------------------------------------------------- | ------ |
| Medalha de ouro   | França · Fabien Palcau · Jimmy Gressier · Mohamed-Amine El Bouajaji · Maxime Hueber Moosbrugger | 27     |
| Medalha de prata  | Itália · Yemaneberhan Crippa · Said Ettaqy · Pietro Riva · Alessandro Giacobazzi                | 29     |
| Medalha de bronze | Reino Unido · Alexander Yee · Christopher Olley · Ben Dijkstra · Mahamed Mahamed                | 67     |

### Júnior feminino 4.157 m
Individual
| Posição           | Atleta                  | Nacionalidade | Tempo |
| ----------------- | ----------------------- | ------------- | ----- |
| Medalha de ouro   | Konstanze Klosterhalfen | Alemanha      | 13:12 |
| Medalha de bronze | Harriet Knowles-Jones   | Grã-Bretanha  | 13:16 |
| Medalha de prata  | Alina Reh               | Alemanha      | 13:20 |
| 4                 | Célia Antón             | Espanha       | 13:27 |
| 5                 | Bobby Clay              | Grã-Bretanha  | 13:29 |
| 6                 | Sarah Kistner           | Alemanha      | 13:35 |
| 7                 | Carolina Johnson        | Suécia        | 13:36 |
| 8                 | Anna-Emilie Møller      | Dinamarca     | 13:37 |
| 9                 | Yuliya Moroz            | Ucrânia       | 13:40 |
| 10                | Franziska Reng          | Alemanha      | 13:40 |

Equipe
| Posição           | Equipe                                              | Pontos |
| ----------------- | --------------------------------------------------- | ------ |
| Medalha de ouro   | Alemanha · Klosterhalfen · Reh · Kistner · Reng     | 20     |
| Medalha de prata  | Grã-Bretanha · Knowles-Jones · Clay · Sinha · Smith | 40     |
| Medalha de bronze | Dinamarca · Møller · Larsen · Pedersen · Schulz     | 62     |

## Quadro de medalhas
| Ordem  | País          | Medalha de ouro | Medalha de prata | Medalha de bronze | Total |
| ------ | ------------- | --------------- | ---------------- | ----------------- | ----- |
| 1      | Reino Unido   | 3               | 4                | 2                 | 9     |
| 2      | Espanha       | 2               | 2                | 2                 | 6     |
| 3      | Alemanha      | 2               | 0                | 2                 | 4     |
| 4      | França        | 1               | 4                | 1                 | 6     |
| 5      | Itália        | 1               | 1                | 1                 | 3     |
| 6      | Países Baixos | 1               | 1                | 0                 | 2     |
| 7      | Bélgica       | 1               | 0                | 0                 | 1     |
| 7      | Turquia       | 1               | 0                | 0                 | 1     |
| 9      | Dinamarca     | 0               | 0                | 1                 | 1     |
| 9      | Irlanda       | 0               | 0                | 1                 | 1     |
| 9      | Noruega       | 0               | 0                | 1                 | 1     |
| 9      | Sérvia        | 0               | 0                | 1                 | 1     |
| Totale | Totale        | 12              | 12               | 12                | 36    |